# Erigeron glabratus
Erigeron glabratus là một loài thực vật có hoa trong họ Cúc. Loài này được Hoppe & Hornsch. ex Bluff & Fingerh. mô tả khoa học đầu tiên năm 1825.